# Košovi ataman
Košovi ataman (ukr. Кошовий отаман) je bio najviši vojni čin zaporoških Kozaka u razdoblju od 16. do 18. stoljeća.
Izabirali su ga nadređeni u vojsci Zaporoških Kozaka.
1723. je ovaj čin zamijenjen činom nakaznog atamana, kojeg je imenovao ruski car.
Među najpoznatijim košovim atamanima su bili Ivan Pidkova i Ivan Sirko. 